# Serie A1 2004-2005 (pallamano maschile)
La Serie A1 2004-2005 è stata la 36ª edizione del massimo campionato nazionale italiano di pallamano maschile.

Esso venne organizzato dalla Federazione Italiana Giuoco Handball.

La competizione è iniziata il 2 ottobre 2004 e si è conclusa il 28 maggio 2005.

Il torneo fu vinto dallo Sportclub Meran Handball per la 1ª volta nella sua storia.

Fu l'ultimo in cui la massima serie venne denominata "A1". Dalla stagione successiva, infatti, il campionato di primo livello fu chiamato Serie A Elite, mentre la Serie A1 divenne la seconda serie nazionale.

A retrocedere nella nuova Serie A1 furono la Pallamano Haenna, la Jchnusa Pallamano Sassari, il Romagna Handball e la Pallamano Ascoli.

## Formula del torneo

### Prima fase
Le 12 squadre partecipanti furono divise in gironi da 6 club ciascuno e si affrontarono con la formula del girone all'italiana con partite di andata e di ritorno.

Per ogni incontro i punti assegnati in classifica furono così determinati:
- tre punti per la squadra che vinca l'incontro;
- un punto per il pareggio;
- zero punti per la squadra che perda l'incontro.

### Seconda fase
La seconda fase fu struttura in poule scudetto, disputata dalle prime tre squadre classificate nei due gironi della prima fase, e in poule retrocessione, disputata dalle ultime tre squadre classificate nei due gironi della prima fase.

Anche questa seconda fu giocata con la formula del girone all'italiana con partite di andata e di ritorno.

### Play off scudetto
I play off scudetto si disputarono con la formula dell'eliminazione diretta tra le prime quattro classificate della poule scudetto.

La squadra 1ª classificata al termine dei play off fu proclamata campione d'Italia.

### Retrocessioni
La squadra classificata dal 3º al 6º posto della poule retrocessione furono retrocesse nella nuova serie A1 durante la stagione successiva; infatti il campionato di primo livello dal 2005-2006 fu chiamato Serie A Elite.

## Squadre partecipanti
| Città                 | Club            | Palasport               | Sponsor          | Stagione 2003-2004         |
| --------------------- | --------------- | ----------------------- | ---------------- | -------------------------- |
| Ascoli Piceno         | Ascoli          | Pala Galosi             |                  | 9ª in Serie A1             |
| Bologna               | Bologna United  | PalaSavena              |                  | 7ª in Serie A1             |
| Bressanone (BZ)       | Brixen          | Palasport di Bressanone | Forst            | 6ª in Serie A1             |
| Conversano (BA)       | Conversano      | Pala San Giacomo        |                  | Campione d'Italia          |
| Enna                  | Haenna          | Palasport di Enna       | Ro.Ga.L'Altecoen | 1ª in Play off di Serie A2 |
| Gaeta (LT)            | Gaeta           | Arena Miramare          | LG Geoter        | 2ª in Play off di Serie A2 |
| Imola e Mordano (BO)  | Romagna         | Palestra Cavina         | Clai             | 8ª in Serie A1             |
| Merano (BZ)           | Meran           | Centro Carlo Wolf       | Torggler Group   | 2ª in Serie A1             |
| Prato                 | Prato           | Pala Consiag            | Al.Pi.           | 5ª in Serie A1             |
| Rubiera (RE) e Modena | Secchia         | Pala Bursi              | Gammadue         | 3ª in Serie A1             |
| Sassari               | Jchnusa Sassari | Pala Santoru            | Sonepar          | 10ª in Serie A1            |
| Trieste               | Trieste         | Pala Chiarbola          |                  | 4ª in Serie A1             |

## Prima fase

### Girone A

#### Risultati
| Andata | Andata | 1ª/6ª giornata       | Ritorno | Ritorno |
|        |        |                      |         |         |
| 2 ott. | 46-11  | Conversano - Ascoli  | 35-23   | 4 dic.  |
| 2 ott. | 30-24  | Bologna - Gaeta      | 27-21   | 4 dic.  |
| 2 ott. | 23-22  | Trieste - Bressanone | 30-30   | 4 dic.  |

| Andata  | Andata | 2ª/7ª giornata       | Ritorno | Ritorno |
|         |        |                      |         |         |
| 23 ott. | 32-25  | Bressanone - Bologna | 24-27   | 8 dic.  |
| 23 ott. | 25-54  | Ascoli - Trieste     | 22-37   | 8 dic.  |
| 23 ott. | 21-27  | Gaeta - Conversano   | 22-30   | 8 dic.  |

| Andata  | Andata | 3ª/8ª giornata       | Ritorno | Ritorno |
|         |        |                      |         |         |
| 30 ott. | 41-17  | Bologna - Ascoli     | 35-23   | 11 dic. |
| 30 ott. | 27-32  | Trieste - Conversano | 27-26   | 11 dic. |
| 30 ott. | 36-16  | Bressanone - Gaeta   | 36-29   | 11 dic. |

| Andata  | Andata | 4ª/9ª giornata       | Ritorno | Ritorno |
|         |        |                      |         |         |
| 20 nov. | 30-25  | Conversano - Bologna | 23-24   | 18 dic. |
| 20 nov. | 34-27  | Trieste - Gaeta      | 37-21   | 18 dic. |
| 20 nov. | 28-39  | Ascoli - Bressanone  | 27-42   | 18 dic. |

| \| Andata \| Andata \| 5ª/10ª giornata \| Ritorno \| Ritorno \| \| \| \| \| \| \| \| 27 nov. \| 29-27 \| Conversano - Bressanone \| 25-28 \| 21 dic. \| \| 27 nov. \| 37-21 \| Gaeta - Ascoli \| 30-24 \| 21 dic. \| \| 27 nov. \| 29-27 \| Bologna - Trieste \| 22-24 \| 21 dic. \| |        |                         |         |         |
| Andata | Andata | 5ª/10ª giornata         | Ritorno | Ritorno |
| |        |                         |         |         |
| 27 nov. | 29-27  | Conversano - Bressanone | 25-28   | 21 dic. |
| 27 nov. | 37-21  | Gaeta - Ascoli          | 30-24   | 21 dic. |
| 27 nov. | 29-27  | Bologna - Trieste       | 22-24   | 21 dic. |

#### Classifica
|  | Pos. | Squadra        | Pt | G  | V | N | S  | GF  | GS  | D    | Note                              |
|  | ---- | -------------- | -- | -- | - | - | -- | --- | --- | ---- | --------------------------------- |
|  | 1.   | Trieste        | 22 | 10 | 7 | 1 | 2  | 320 | 256 | +64  | Qualificato alla Poule Scudetto   |
|  | 2.   | Conversano     | 21 | 10 | 7 | 0 | 3  | 303 | 235 | +68  | Qualificato alla Poule Scudetto   |
|  | 3.   | Bologna United | 21 | 10 | 7 | 0 | 3  | 285 | 245 | +40  | Qualificato alla Poule Scudetto   |
|  | 4.   | Brixen         | 19 | 10 | 6 | 1 | 3  | 316 | 259 | +57  | Relegato alla Poule Retrocessione |
|  | 5.   | Gaeta          | 6  | 10 | 2 | 0 | 8  | 248 | 302 | -54  | Relegato alla Poule Retrocessione |
|  | 6.   | Ascoli         | 0  | 10 | 0 | 0 | 10 | 221 | 396 | -175 | Relegato alla Poule Retrocessione |

### Girone B

#### Risultati
| Andata | Andata | 1ª/6ª giornata   | Ritorno | Ritorno |
|        |        |                  |         |         |
| 2 ott. | 36-24  | Secchia - Enna   | 33-33   | 4 dic.  |
| 2 ott. | 23-26  | Sassari - Prato  | 27-31   | 4 dic.  |
| 2 ott. | 27-21  | Merano - Romagna | 24-23   | 4 dic.  |

| Andata  | Andata | 2ª/7ª giornata    | Ritorno | Ritorno |
|         |        |                   |         |         |
| 23 ott. | 23-23  | Romagna - Sassari | 23-29   | 8 dic.  |
| 23 ott. | 21-29  | Enna - Merano     | 25-29   | 8 dic.  |
| 23 ott. | 23-28  | Prato - Secchia   | 32-37   | 8 dic.  |

| Andata  | Andata | 3ª/8ª giornata   | Ritorno | Ritorno |
|         |        |                  |         |         |
| 30 ott. | 29-26  | Sassari - Enna   | 33-30   | 11 dic. |
| 30 ott. | 34-30  | Merano - Secchia | 28-25   | 11 dic. |
| 30 ott. | 22-28  | Romagna - Prato  | 22-33   | 11 dic. |

| Andata  | Andata | 4ª/9ª giornata    | Ritorno | Ritorno |
|         |        |                   |         |         |
| 20 nov. | 36-31  | Secchia - Sassari | 27-24   | 18 dic. |
| 20 nov. | 30-25  | Merano - Prato    | 29-31   | 18 dic. |
| 20 nov. | 23-25  | Enna - Romagna    | 26-36   | 18 dic. |

| \| Andata \| Andata \| 5ª/10ª giornata \| Ritorno \| Ritorno \| \| \| \| \| \| \| \| 27 nov. \| 34-27 \| Secchia - Romagna \| 28-21 \| 21 dic. \| \| 27 nov. \| 37-31 \| Prato - Enna \| 29-35 \| 21 dic. \| \| 27 nov. \| 21-28 \| Sassari - Merano \| 28-32 \| 21 dic. \| |        |                   |         |         |
| Andata | Andata | 5ª/10ª giornata   | Ritorno | Ritorno |
| |        |                   |         |         |
| 27 nov. | 34-27  | Secchia - Romagna | 28-21   | 21 dic. |
| 27 nov. | 37-31  | Prato - Enna      | 29-35   | 21 dic. |
| 27 nov. | 21-28  | Sassari - Merano  | 28-32   | 21 dic. |

#### Classifica
|  | Pos. | Squadra         | Pt | G  | V | N | S | GF  | GS  | D   | Note                              |
|  | ---- | --------------- | -- | -- | - | - | - | --- | --- | --- | --------------------------------- |
|  | 1.   | Meran           | 27 | 10 | 9 | 0 | 1 | 290 | 250 | +40 | Qualificato alla Poule Scudetto   |
|  | 2.   | Secchia         | 22 | 10 | 7 | 1 | 2 | 314 | 277 | +37 | Qualificato alla Poule Scudetto   |
|  | 3.   | Prato           | 18 | 10 | 6 | 0 | 4 | 295 | 284 | +11 | Qualificato alla Poule Scudetto   |
|  | 4.   | Jchnusa Sassari | 10 | 10 | 3 | 1 | 6 | 268 | 282 | -14 | Relegato alla Poule Retrocessione |
|  | 5.   | Romagna         | 7  | 10 | 2 | 1 | 7 | 243 | 275 | -32 | Relegato alla Poule Retrocessione |
|  | 6.   | Haenna          | 4  | 10 | 1 | 1 | 8 | 274 | 316 | -42 | Relegato alla Poule Retrocessione |

## Seconda fase

### Poule Scudetto - Risultati
| andata | 1ª giornata        | ritorno |
| ------ | ------------------ | ------- |
| 34-24  | Bologna - Merano   | 20-28   |
| 34-31  | Prato - Conversano | 19-36   |
| 25-27  | Secchia - Trieste  | 28-28   |

| andata | 4ª giornata          | ritorno |
| ------ | -------------------- | ------- |
| 41-26  | Trieste - Merano     | 33-30   |
| 30-32  | Bologna - Conversano | 26-28   |
| 35-23  | Secchia - Prato      | 24-24   |

| andata | 2ª giornata          | ritorno |
| ------ | -------------------- | ------- |
| 28-29  | Trieste - Bologna    | 26-22   |
| 29-30  | Conversano - Secchia | 26-33   |
| 31-18  | Merano - Prato       | 23-18   |

| andata | 5ª giornata          | ritorno |
| ------ | -------------------- | ------- |
| 31-25  | Conversano - Trieste | 27-32   |
| 36-27  | Secchia - Merano     | 25-27   |
| 25-30  | Prato - Bologna      | 28-23   |

| andata | 3ª giornata         | ritorno |
| ------ | ------------------- | ------- |
| 26-20  | Prato - Trieste     | 20-35   |
| 27-27  | Bologna - Secchia   | 23-23   |
| 31-23  | Merano - Conversano | 28-31   |

### Classifica
|  |    | Classifica poule scudetto | Pti | G  | V | N | P | GF  | GS  | DR  |
|  | -- | ------------------------- | --- | -- | - | - | - | --- | --- | --- |
|  | 1. | Trieste                   | 19  | 10 | 6 | 1 | 3 | 295 | 264 | +31 |
|  | 2. | Secchia                   | 16  | 10 | 4 | 4 | 2 | 286 | 261 | +25 |
|  | 3. | Meran                     | 15  | 10 | 5 | 0 | 5 | 275 | 279 | -4  |
|  | 4. | Conversano                | 15  | 10 | 5 | 0 | 5 | 294 | 288 | +6  |
|  | 5. | Bologna United            | 11  | 10 | 3 | 2 | 5 | 264 | 269 | -5  |
|  | 6. | Prato                     | 10  | 10 | 3 | 1 | 6 | 235 | 388 | -53 |

### Poule retrocessione - Risultati
| andata | 1ª giornata        | ritorno |
| ------ | ------------------ | ------- |
| 25-27  | Gaeta - Bressanone | 22-29   |
| 29-33  | Ascoli - Sassari   | 27-27   |
| 21-20  | Enna - Imola       | 35-25   |

| andata | 4ª giornata          | ritorno |
| ------ | -------------------- | ------- |
| 22-36  | Sassari - Bressanone | 30-31   |
| 32-31  | Ascoli - Enna        | 27-38   |
| 28-23  | Gaeta - Imola        | 30-26   |

| andata | 2ª giornata       | ritorno |
| ------ | ----------------- | ------- |
| 31-24  | Imola - Ascoli    | 22-23   |
| 38-30  | Bressanone - Enna | 32-31   |
| 30-25  | Sassari - Gaeta   | 21-24   |

| andata | 5ª giornata         | ritorno |
| ------ | ------------------- | ------- |
| 27-24  | Imola - Sassari     | 22-27   |
| 24-25  | Ascoli - Bressanone | 26-32   |
| 37-32  | Enna - Gaeta        | 23-31   |

| andata | 3ª giornata        | ritorno |
| ------ | ------------------ | ------- |
| 30-24  | Enna - Sassari     | 16-36   |
| 35-28  | Gaeta - Ascoli     | 32-18   |
| 25-24  | Bressanone - Imola | 28-33   |

### Classifica
|  |    | Classifica girone B | Pti | G  | V | N | P | GF  | GS  | DR  |
|  | -- | ------------------- | --- | -- | - | - | - | --- | --- | --- |
|  | 1. | Brixen              | 27  | 10 | 9 | 0 | 1 | 303 | 267 | +36 |
|  | 2. | Gaeta               | 18  | 10 | 6 | 0 | 4 | 284 | 262 | +22 |
|  | 3. | Haenna              | 15  | 10 | 5 | 0 | 5 | 292 | 297 | -5  |
|  | 4. | Jchnusa Sassari     | 13  | 10 | 4 | 1 | 5 | 274 | 267 | +7  |
|  | 5. | Romagna             | 9   | 10 | 3 | 0 | 7 | 253 | 265 | -12 |
|  | 6. | Ascoli              | 7   | 10 | 2 | 1 | 7 | 258 | 306 | -48 |

## Play off scudetto

### Tabellone principale
|  | Semifinali | Semifinali | Semifinali | Semifinali | Semifinali |  |  | Finale | Finale  | Finale | Finale | Finale |  |
|  |            |            |            |            |            |  |  |        |         |        |        |        |  |
|  | 1          | Trieste    | 28         | 23         | 31         |  |  |        |         |        |        |        |  |
|  | 4          | Conversano | 27         | 28         | 30         |  |  | 1      | Trieste | 35     | 25     | 31     |  |
|  | 2          | Secchia    | Secchia    | 29         | 25         |  |  | 3      | Meran   | 31     | 33     | 35     |  |
|  | 3          | Meran      | Meran      | 29         | 28         |  |  |        |         |        |        |        |  |

### Risultati

#### Semifinali
| Squadra 1 | Squadra 2  | Gara 1                  | Gara 2                     | Gara 3                  |
| --------- | ---------- | ----------------------- | -------------------------- | ----------------------- |
| Trieste   | Conversano | Trieste, 11 maggio 2005 | Conversano, 14 maggio 2005 | Trieste, 18 maggio 2005 |
| Trieste   | Conversano | 28 - 27                 | 23 - 28                    | 31 - 30                 |
| Secchia   | Meran      | Rubiera, 11 maggio 2005 | Merano, 14 maggio 2005     |                         |
| Secchia   | Meran      | 29 - 29                 | 25 - 28                    |                         |

#### Finale Scudetto
| Squadra 1 | Squadra 2 | Gara 1                  | Gara 2                 | Gara 3                  |
| --------- | --------- | ----------------------- | ---------------------- | ----------------------- |
| Trieste   | Meran     | Trieste, 21 maggio 2005 | Merano, 25 maggio 2005 | Trieste, 28 maggio 2005 |
| Trieste   | Meran     | 35 - 31                 | 25 - 33                | 31 - 35                 |

## Poule Piazzamento

### Tabellone principale
|  | Semifinali | Semifinali     | Semifinali     | Semifinali | Semifinali |  |  | Finale | Finale         | Finale | Finale | Finale |  |
|  |            |                |                |            |            |  |  |        |                |        |        |        |  |
|  | 1          | Bologna United | Bologna United | 38         | 30         |  |  |        |                |        |        |        |  |
|  | 4          | Gaeta          | Gaeta          | 23         | 25         |  |  | 1      | Bologna United | 28     | 27     | 36     |  |
|  | 2          | Prato          | Prato          | 31         | 31         |  |  | 3      | Brixen         | 26     | 33     | 26     |  |
|  | 3          | Brixen         | Brixen         | 35         | 32         |  |  |        |                |        |        |        |  |

## Verdetti
- Troggler Group Merano: Campione d'Italia.
- | L'Altecoen Enna,  Sonepar Sassari,  Clai Imola e  Ascoli: retrocessa in Serie A1
- Qualificazione coppa europee:
- Troggler Group Merano: qualificata alla Champions League 2005-2006
- Gammadue Secchia: qualificata alla Coppa delle Coppe 2005-2006
- Trieste: qualificata alla EHF Cup 2005-2006
- Indeco Conversano: qualificata alla Challange Cup 2005-2006
- Bologna: qualificata alla Challange Cup 2005-2006